# マクロメディア
マクロメディア (Macromedia, Inc) は、かつてアメリカ合衆国カリフォルニア州サンフランシスコに本拠のあったソフトウェア会社。アドビシステムズ（現在のアドビ）により買収された。スローガンは "What the Web Can Be"。

## 概要
FreeHandとAdobe Illustrator 、FireworksとAdobe ImageReady、Dreamweaverと Adobe GoLive、Flashと Adobe LiveMotion といった競合製品を出していて、アドビシステムズとのライバルであり、訴訟合戦を行っていた。
しかし、2005年4月にアドビシステムズが約34億ドルでマクロメディアを買収すると発表、同年12月3日に買収を完了した。

## 歴史
1992年、MacromediaはAuthorware社（Authorwareの開発元）とMacroMind-Paracomp社（現在のAdobe Directorの開発元）が合併して設立された。
早くからマルチメディア市場に進出し、90年代半ばまでにオーサリングツールDirectorとWeb用のShockwaveでその地位を確立した。そしてWeb上のメディアツールのマーケットを狙い、1996年に米FutureWave Software社とiBand社を買収し、FutureWave Software 社のウェブアニメーション作成ツール "FutureSplash Animator" を元に1997年1月、Flashをリリースした。
また、iBand社の開発した"Backstage"シリーズよりWebオーサリングツールのDreamweaverをリリースした。その後、Web用画像編集ツールFireworksをリリースする等、インターネット関連製品に力を入れる。
1999年10月にWebサイト管理ソフトのアンドロメディア (Andromedia)、2000年12月に短編映画制作のアトムフィルムズ（英: AtomFilms）、2001年1月にウェブ開発ツールメーカーのAllaire、2003年1月にトレーニングツールメーカーPresedia、2004年にヘルプ・ラーニングツールメーカーのeHelpを買収した。

## 製品
（）内はアドビシステムズによる買収後の状況
- Macromedia Authorware（製品開発終了）
- Macromedia Breeze（吸収：Adobe Acrobat Connect Professional）
- Macromedia Captivate（移管：Adobe Captivate）
- Macromedia Contribute（移管：Adobe Contribute）
- Macromedia Central（開発終了、継承：Adobe AIR）
- Macromedia ColdFusion（移管：Adobe ColdFusion）
- Macromedia Director（移管：Adobe Director）
- Macromedia Dreamweaver（移管：Adobe Dreamweaver）
- Macromedia Fireworks（移管：Adobe Fireworks）
- Macromedia Flash（移管：Adobe Flash→Adobe Animate）
- Macromedia Flash Player（移管：Adobe Flash Player）
- Macromedia FlashPaper（製品開発終了）
- Macromedia Flash Media Server（移管：Adobe Flash Media Server シリーズ）
- Macromedia Flex（移管：Adobe Flex）
- Macromedia FreeHand （開発終了）
- Macromedia JRun （開発終了）
- Macromedia RoboHelp（移管：Adobe RoboHelp）
- Macromedia RoboInfo（統合：Adobe RoboHelp）
- Macromedia Studio（統合：Adobe Creative Suite、後継に当たるのは "- Web Standard"）
- Macromedia Shockwave（移管：Adobe Shockwave）
- Macromedia SoundEdit 16（開発終了、継承：Adobe Soundbooth）

アドビシステムズは移管後、製品名からMacromediaの名前を外している。

## 過去の製品
アドビシステムズによる買収以前に開発・販売が終了した製品、及び改称した製品。
（）の説明がない場合は開発が終了しているか、開発状況の公開を終了した製品。
- Authorware Professional(改称：Macromedia Authorware)

- Macromedia ARIA - Macromedia LikeMindsと連携
- Macromedia Backstage(継承：Macromedia Dreamweaver)
- Macromedia Authorware Attain
- Macromedia Authorware Star
- Macromedia Director7 Lite
- Macromedia Dreamweaver Attain
- Macromedia Dreamweaver UltraDeveloper(統合：Macromedia Dreamweaver MX)
- Macromedia Drumbeat 2000(統合：Macromedia Dreamweaver MX) - ASP開発
- Macromedia Extreme 3D(継承：Macromedia Director/Shockwave)
- Macromedia FinalCut - 未発売。コードネーム「KeyGrip」として開発されていたが発売前にAppleへ売却された為、マクロメディアからはベータ版の配布のみ。
- Macromedia Flash Communication Server MX(改称：Macromedia Flash Media Sever)
- Macromedia Flash Remorting MX
- Macromedia Fontographer(Adobeによる買収後、権利がFontLabs社に移動)
- Macromedia Generator - 動的にFlash向けのデータを作成
- Macromedia Macromodel (継承:Macromedia Extreme 3D)
- Macromedia HomeSite(統合：Macromedia Dreamweaver MX) - WYSIWYG HTMLエディタ
- Macromedia Kawa - Java開発。2000年にAllaire社がTek Tools社から買収。
- Macromedia LikeMinds - データ分析
- Macromedia Matisse(改称：Macromedia xRes) - イメージエディタ
- Macromedia Pathware(ロータスにより買収) - 教育管理システム
- Macromedia RoboDemo(改称：Macromedia Captivate)
- Macromedia SiteSpring - Webデータ連携
- Macromedia WHIRLWIND
- Macromedia xRes(継承：Macromedia Fireworks)
- Macromedia Xtra - 追加プラグイン集

- Macromind Action! - プレゼンテーション
- Paracomp Swivel3D(改称：Macromedia Extream 3D)

### ユーティリティ・その他
- Macromedia Afterburner - DirectorデータをShockwaveに変換（Shockwave for Director）
- Macromedia AfterShock - Flashムービーを埋め込んだHTMLを生成
- Macromedia Shockmachine - Shockwaveコンテンツを保存し、オフラインで再生・実行
- Macromedia Shockwave Remote - 上記と同様の機能（簡易版）

- Shockrave - ゲーム、オンラインコミックのエンターテイメントWebサービス

### スイートパッケージ
詳細はMacromedia Studioを参照。
- Macromedia Attain Enterprise Learning System
- Macromedia Authorware Interactive Studio
- Macromedia ColdFusion 5/UltraDeveloper 4 Studio
- Macromedia Director6 Multimedia Studio
- Macromedia Director7 Shockwave Internet Studio
- Macromedia Director8.5 Shockwave Studio
- Macromedia Dreamweaver/Fireworks Studio
- Macromedia Dreamweaver UltraDeveloper 4/Fireworks 4 Studio
- Macromedia Flash/FreeHand Studio
- Macromedia FreeHand Graphics Studio for Macintosh
- Macromedia WebDesign Studio
- Macromedia Web Publishing System（Adobeによる買収後も継続）
- Macromedia Web Learning Studio

これらは単独の製品の組み合わせで構成されていた。2002年に"Macromedia MX"ブランドとして主力製品のラインナップが一新され、"Macromedia Studio MX"として新たなスイートパッケージが登場した。以降はそのパッケージでバージョンアップが行われた。

## 買収・一部買収した企業
Altsys
FreeHand,Fontographerを開発、FreeHand部門がアドビシステムズ,Aldusによる買収・権利の移動を得て、最終的に1992年にMacromediaが買収。
Allaire
ColdFusion,HomeSite,Kawa,JRunを開発。
eHelp
RoboDemo（後の Macromedia Captivate）,RoboHelp,RoboInfoを開発。
Farallon Computing
MacRecorder（一部が後のMacromedia SoundEdit 16）を開発、1991年にMacroMind-Paracompが買収。
Fauve Software
Fauve Matisse（後のMacromedia xRes）を開発、1995年にMacromediaが買収。
FutureWave Software（Silicon Beach Software）
FutureSplash（後のMacromedia Flash）を開発
iBand
Backstage （Macromedia Dreamweaverの原点）シリーズを開発
OSC
DECK II（Macromedia SoundEdit16 に同梱）を開発
Presedia
Presedia Express（後のMacromedia Breeze）を開発、Macromediaに買収。

## 参考
1. ↑  Adobeがタブ・パレットに関する特許侵害でMacromediaを提訴
2. ↑  米アドビに対する特許侵害訴訟で米マクロメディアに軍配 - ウェイバックマシン（2013年5月16日アーカイブ分）